# Schoonspringen op de Olympische Zomerspelen 2012 – driemeterplank synchroon mannen
Het synchroonspringen op de driemeterplank voor mannen vond plaats op woensdag 1 augustus 2012 in Londen. De acht koppels die zich voor het toernooi wisten te kwalificeren kwamen uit in een directe finale. Regerend olympisch kampioenen waren de Chinese mannen Wang Feng en Qin Kai.

## Uitslag
| Rang   | Namen                               | Land             | Sprongen | Sprongen | Sprongen | Sprongen | Sprongen | Sprongen | Totaal |
| Rang   | Namen                               | Land             | 1        | 2        | 3        | 4        | 5        | 6        | Totaal |
| ------ | ----------------------------------- | ---------------- | -------- | -------- | -------- | -------- | -------- | -------- | ------ |
| Goud   | Luo Yutong Qin Kai                  | China            | 56.40    | 52.20    | 85.68    | 88.74    | 104.88   | 89.10    | 477.00 |
| Zilver | Ilja Zacharov Jevgeni Koeznetsov    | Rusland          | 54.00    | 51.60    | 84.66    | 79.80    | 89.25    | 100.32   | 459.63 |
| Brons  | Troy Dumais Kristian Ipsen          | Verenigde Staten | 51.60    | 53.40    | 80.91    | 90.09    | 84.00    | 86.70    | 446.70 |
| 4      | Oleksij Prygorov Illja Kvasja       | Oekraïne         | 51.00    | 51.00    | 83.64    | 87.78    | 81.60    | 79.20    | 434.22 |
| 5      | Chris Mears Nicholas Robinson-Baker | Groot-Brittannië | 52.20    | 52.20    | 77.22    | 78.54    | 84.66    | 87.78    | 432.60 |
| 6      | Alexandre Despatie Reuben Ross      | Canada           | 54.00    | 50.40    | 72.00    | 82.62    | 80.19    | 82.62    | 421.83 |
| 7      | Yahel Castillo Julián Sánchez       | Mexico           | 54.60    | 50.40    | 86.70    | 79.18    | 65.10    | 78.54    | 415.14 |
| 8      | Huang Qiang Bryan Lomas             | Maleisië         | 52.80    | 52.20    | 78.12    | 80.19    | 63.24    | 78.54    | 405.09 |